# Curtiss Fledgling
Curtiss Fledgling, Curtiss định danh là Model 48 và Model 51, là một loại máy bay huấn luyện được phát triển cho Hải quân Hoa Kỳ vào cuối thập niên 1920.

## Biến thể

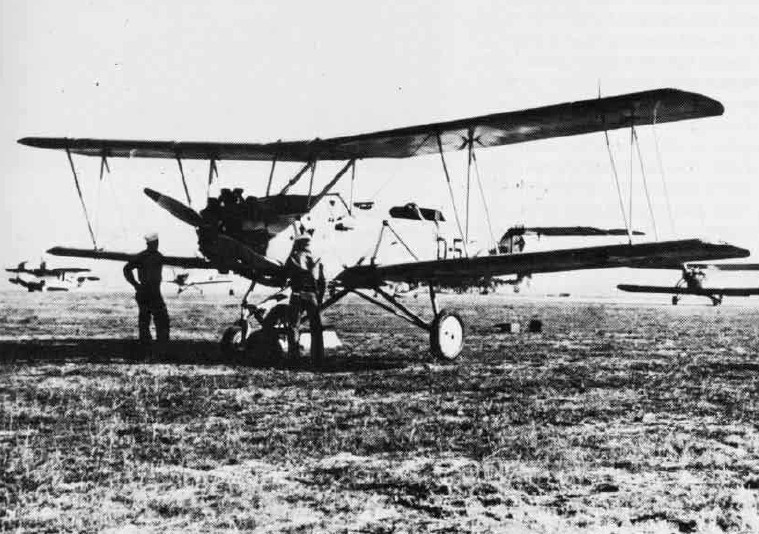
Bia bay N2C-2, 1938/39.

- Model 48
  - XN2C-1
  - N2C-1
  - N2C-2
- Model 51
  - Fledgling
  - J-1
  - J-2
  - Fledgling Junior
- A-3 t

## Quốc gia sử dụng
Argentina (2 aviones en la Aviación Militar)
 Brasil
 Canada
 Colombia
- Không quân Colombia

 Tiệp Khắc
 Iran
- Không quân Đế quốc Iran

 Turkey
- Không quân Thổ Nhĩ Kỳ

 Hoa Kỳ
- Curtiss Flying Service
- Hải quân Hoa Kỳ
- Lục quân Hoa Kỳ

## Tính năng kỹ chiến thuật (N2C-1)

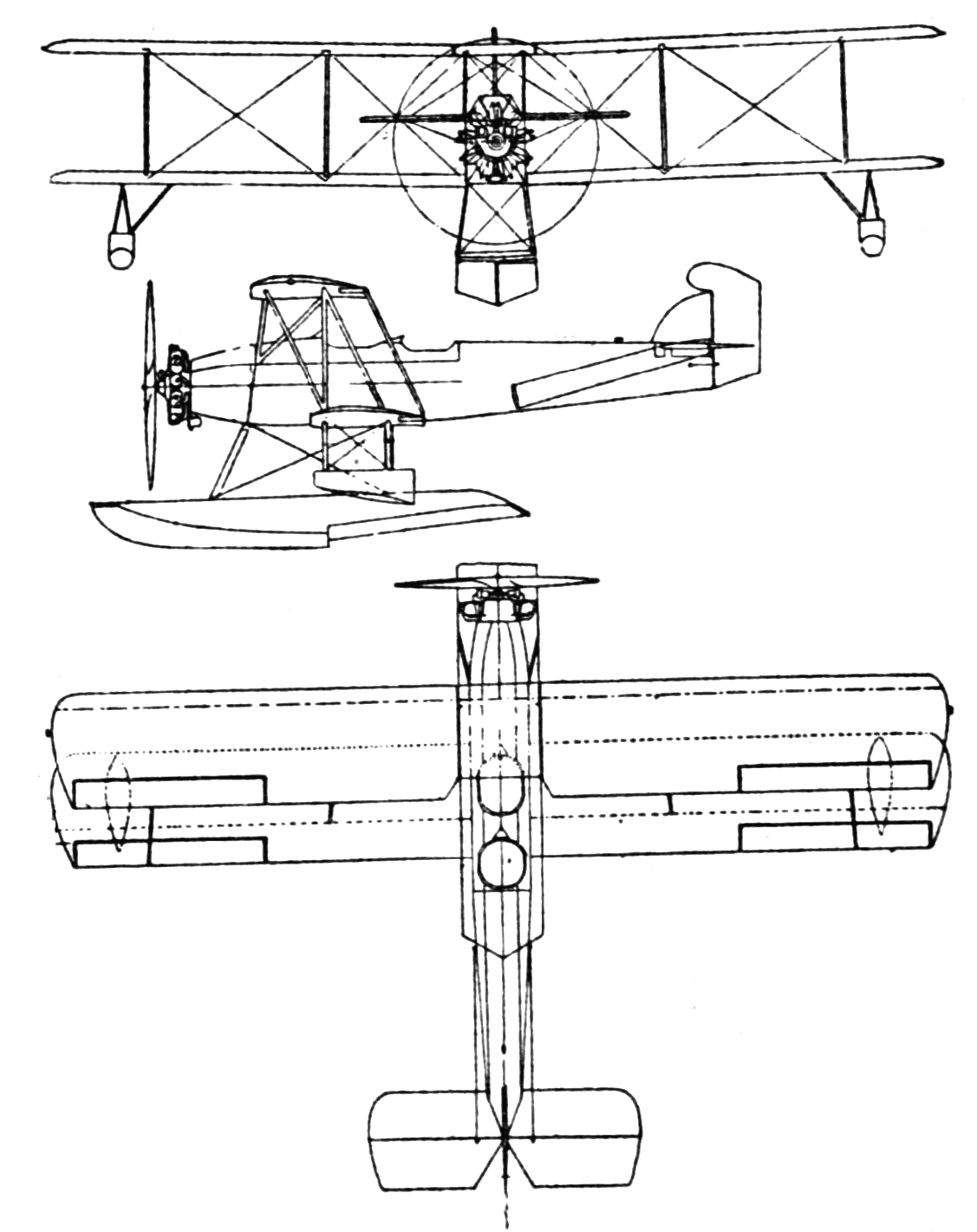
Curtiss XN2C-1

Đặc điểm tổng quát
- Kíp lái: 2
- Chiều dài: 27 ft 4 in (8.33 m)
- Sải cánh: 39 ft 2 in (11.93 m)
- Chiều cao: 10 ft 4 in (3.15 m)
- Diện tích cánh: 365 ft2 (33.9 m2)
- Trọng lượng rỗng: 2.135 lb (968 kg)
- Trọng lượng có tải: 2.832 lb (1.285 kg)
- Động cơ: 1 × Wright R-790-8, 220 hp (164 kW)

Hiệu suất bay
- Vận tốc cực đại: 109 mph (175 km/h)
- Tầm bay: 366 dặm (589 km)
- Trần bay: 15.100 ft (4.600 m)
- Vận tốc lên cao: 965 ft/min (4,9 m/s)